# Delavan, Illinois
Delavan là một thành phố thuộc quận Tazewell, tiểu bang Illinois, Hoa Kỳ. Năm 2010, dân số của thành phố này là 1689 người.

## Dân số
Dân số qua các năm:
- Năm 2000: 1825 người.
- Năm 2010: 1689 người.